# ザ・セル
『ザ・セル』（The Cell）は、2000年のアメリカ合衆国のSF映画。
監督はターセム・シン、出演はジェニファー・ロペスとヴィンス・ヴォーンなど。

## ストーリー
先進的な医療施設キャンベルセンターで働く小児精神科医のキャサリンは、昏睡状態の少年エドワードの内面世界に特殊な機器を使って入り込み、内なる彼とやりとりしながら意識の回復を目指す治療に携わっていた。結果は芳しくなく、キャサリンは自分の内面にエドワードを招き入れる方法を考慮しつつあったが、それは未知の領域でリスクがあった。
そんなある日、昏睡状態の連続殺人犯カール・スターガーがセンターに運び込まれる。彼に誘拐された女性がタイマー仕掛けで溺死させられる危機にあるため、彼女が閉じ込められている場所をカールの内面から聞き出そうというのだ。
キャサリンがカールの内面世界に侵入すると、その世界には少年時代の素直なカールと、玉座に君臨する狂気のカールが住んでいた。危険を感じたキャサリンはカールの世界から脱出する。
カールの捜査を担当しているFBI捜査官ピーターとの会話で気持ちを落ち着け、再びカールの精神世界に戻るキャサリン。そこでキャサリンは、少年時代のカールが父親に受けていた虐待を目にする。また水に浸けられる洗礼式で味わった苦しさが、彼の中に別人格を作り出したことを知る。悪魔のような扮装のカールに襲われたキャサリンは、現実と精神世界の区別を失い、カールの世界から出られなくなってしまう。
キャサリンを助けるためにFBI捜査官ピーターがカールの世界に入る。ピーターはキャサリンに現実を思い出させることに成功し、また、被害者が閉じ込められている場所のヒントを見つける。
カールの世界から脱出後、ピーターは被害者が閉じ込められている現場に急行するが、キャサリンは独断で装置を操作し、今度はカールを自分の精神世界に招き入れる。
キャサリンの世界にやってきたの少年のカール。彼はキャサリンの世界にいたがり、思い出話をする。小さい頃に鳥を見つけたが、父親に見せたら酷いことをされると分かっていたので、自分で水に浸けて殺した。そうやって「助けた」。キャサリンがそうしてくれれば元の世界に帰らなくて済むと。そんなことはできないとキャサリンは断る。そこに少年のカールを追って邪悪なカールが現れる。しかしそこはキャサリンの世界であり、彼女がその世界の主だった。キャサリンは邪悪なカールをいとも簡単に叩きのめすが、邪悪なカールが受けた傷は、少年のカールにも反映していた。お前は俺を殺せないと嘯く邪悪なカール。自分を抱き上げたキャサリンに、少年のカールは「助けて」と呟く。キャサリンは彼を水に沈める。
キャサリンは現実に戻る。泣きじゃくるキャサリンの隣でカールは事切れていた。
後日、キャサリンによるエドワードの治療に進展が見え始めた。

## キャスト
| 役名                       | 俳優                             | 日本語吹替 |
| -------------------------- | -------------------------------- | ---------- |
| キャサリン・ディーン       | ジェニファー・ロペス             | 相沢恵子   |
| ピーター・ノヴァク         | ヴィンス・ヴォーン               | 大塚明夫   |
| カール・スターガー         | ヴィンセント・ドノフリオ         | 岩崎ひろし |
| ミリアム・ケント博士       | マリアンヌ・ジャン＝バプティスト | 野沢由香里 |
| ゴードン・ラムジー         | ジェイク・ウェバー               | 田中正彦   |
| ヘンリー・ウエスト         | ディラン・ベイカー               | 伊藤和晃   |
| ジュリア・ヒクソン         | タラ・サブコフ                   | 朴璐美     |
| カール・スターガー（少年） | ジェイク・トーマス               | 佐藤ゆうこ |
| テディ・リー               | ジェームズ・ギャモン             | 糸博       |
| コール                     | ディーン・ノリス                 | 掛川裕彦   |
| リード博士                 | プルイット・テイラー・ヴィンス   | 掛川裕彦   |
| ルシアン・ベインズ         | パトリック・ボーショー           |            |
| エドワード・ベインズ       | コルトン・ジェームズ             | 柳沢栄治   |
| エラ・ベインズ             | ミュゼッタ・ヴァンダー           | 浅野るり   |
| アン・マリー・ヴィクシー   | キャサリン・サザーランド         | 佐藤ゆうこ |
| バリー                     |                                  | 土田大     |

- 日本語版制作スタッフ
その他声の出演：奥田啓人、かわむら拓央、藤本隆行
演出：神尾千春、翻訳：原口真由美
日本語吹替はパイオニアLDCから発売されたVHS、DVD、ワーナー・ブラザースより発売されたDVD、BDに収録。ギャガ・コミュニケーションズから発売されたDVDには未収録。

## 評価
レビュー・アグリゲーターのRotten Tomatoesでは164件のレビューで支持率は45%、平均点は5.60/10となった。Metacriticでは32件のレビューを基に加重平均値が40/100となった。

## 受賞・ノミネート
| 賞                    | 部門           | 候補者                                     | 結果       |
| --------------------- | -------------- | ------------------------------------------ | ---------- |
| アカデミー賞          | メイクアップ賞 | エドアルド・F・ヘンリクス マイケル・バーク | ノミネート |
| MTVムービー・アワード | 主演女優賞     | ジェニファー・ロペス                       | 受賞       |
| MTVムービー・アワード | 悪役賞         | ヴィンセント・ドノフリオ                   | ノミネート |
| MTVムービー・アワード | 衣装賞         | ジェニファー・ロペス                       | ノミネート |
| サターン賞            | SF映画賞       | SF映画賞                                   | ノミネート |
| サターン賞            | 主演女優賞     | ジェニファー・ロペス                       | ノミネート |
| サターン賞            | メイクアップ賞 | エドアルド・F・ヘンリクス マイケル・バーク | ノミネート |
| サターン賞            | 衣装デザイン賞 | 石岡瑛子 エイプリル・ネイピア              | ノミネート |